# Salpis decora
Salpis decora là một loài bướm đêm trong họ Geometridae.